# João Félix
João Félix Sequeira (n. 10 noiembrie 1999, Viseu, Viseu Dão Lafões (intermunicipal community)⁠(d), Portugalia) este un fotbalist portughez, care joacă pe post de atacant la Al-Nasr în Liga Profesionistă din Arabia Saudită. Pe plan internațional, are prezențe la națională pentru Portugalia U18⁠(d), Portugalia U19⁠(d), Portugalia U21⁠(d) și Portugalia.
Félix s-a antrenat inițial în rândul tinerilor din Porto înainte de a trece la rivala Benfica în 2015. A început să joace pentru echipa de rezervă a clubului un an mai târziu și a fost promovat la prima echipă în 2018, debutând profesional la 18 ani. Apoi, a ajutat pe Benfica să câștige titlul ligii în primul și singurul său sezon, fiind premiat ca cel mai bun jucător al anului din ligă. De asemenea, a devenit cel mai tânăr jucător care a marcat un hat-trick în UEFA Europa League, la vârsta de 19 ani.
Performanțele lui Félix au stârnit interesul mai multor cluburi europene, Atlético Madrid l-a semnat în 2019 contra sumei de 126 milioane EUR (113 milioane de lire sterline).
După ce a fost calificat pentru echipele de tineret din Portugalia la nivelurile de sub 18 ani, sub 19 ani și sub 21 de ani, Félix și-a făcut debutul senior în semifinalele finalelor UEFA Nations League din 2019, câștigate de Portugalia pe teren propriu.

## Cariera de club

### Benfica
Félix a debutat profesional la vârsta de 16 ani pentru echipa de rezervă a lui Benfica în LigaPro la 17 septembrie 2016, înlocuindu-l pe Aurélio Buta în minutul 83 într-o remiză fără goluri la Freamunde, astfel devenind cel mai tânăr jucător care a debutat pentru Benfica B. A jucat 13 meciuri și a marcat trei goluri pe parcursul sezonului. Mai târziu, la 30 ianuarie 2018, a marcat un hat-trick într-o victorie de 5-0 acasă față de Famalicão. În acel sezon, Félix a jucat în UEFA Youth League 2016–17, în care a fost o parte-cheie a Benficăi ajungând în finala competiției, pierdută în fața lui Red Bull Salzburg (2-1); a marcat șase goluri în turneu.
Apoi, Félix a fost promovat la prima echipă a lui Benfica pentru sezonul 2018-2019, debutând într-o victorie din Primeira Liga 2-0 la Boavista pe 18 august. O săptămână mai târziu, a marcat primul său gol în Primeira Liga, devenind astfel cel mai tânăr jucător care a marcat în derby-ul de la Lisabona, care s-a încheiat la egalitate de 1-1. La 16 ianuarie 2019, a marcat golul de calificare împotriva lui Vitória de Guimarães în sferturile de finală ale Cupei Portugheze. După ce Bruno Lage a preluat funcția de antrenor a Benficei, prima sa decizie a fost să-l folosească mai regulat pe Félix, făcându-l partener cu Haris Seferović în atac. Mai târziu, Félix a fost lăudat pentru performanța sa într-o victorie cu 4-2 în deplasare cu Sporting CP în liga pe 3 februarie, ulterior, a stârnit interesul mai multor cluburi europene. O lună mai târziu, a marcat într-o victorie în deplasare cu 2-1 în fața lui Porto în ligă.
La 11 aprilie 2019, Félix a înscris un hat-trick într-o victorie din UEFA Europa League 4–2 contra Eintracht Frankfurt. Făcând acest lucru, a devenit cel mai tânăr jucător (în vârstă de 19 ani și 152 de zile) care a înscris un hat-trick în competiție, întrecând recordul lui Marko Pjaca cu 67 de zile. Félix și-a încheiat primul sezon cu 20 de goluri pentru echipa sa, inclusiv unul în ultima zi a etapei de campionat, într-o victorie cu 4-1 asupra lui Santa Clara. În cele mai bune șapte ligi ale Europei, el s-a clasat pe locul doi în rândul adolescenților pentru goluri și asisst-uri, în spatele lui Kai Havertz și respectiv Jadon Sancho.

### Atletico Madrid
La 3 iulie 2019, Félix a semnat un contract de șapte ani cu clubul spaniol Atlético Madrid pentru o taxă de transfer de 126 milioane EUR (113 milioane lire sterline).

## Cariera internațională
Pe 14 iunie 2017, Félix și-a început cariera internațională cu echipa sub 18 ani a Portugaliei, debutând împotriva Norvegiei, înlocuindu-l pe Elves Baldé în minutul 58. În acest meci amical, Félix a marcat două goluri într-o victorie cu 3-0 la Lisabona.
În martie 2019, managerul Fernando Santos l-a chemat pentru prima dată pe Félix în prima echipă, înainte de deschiderea meciurilor de calificare pentru UEFA Euro 2020. În timpul antrenamentelor cu echipa națională, Félix și-a accidentat piciorul și a ratat astfel meciul Portugaliei cu Serbia din 25 martie.
Félix a fost, de asemenea, selectat pentru echipa din finala UEFA Nations League din 2019. A făcut debutul internațional pentru echipa de seniori la 5 iunie împotriva Elveției în semifinale, unde a fost înlocuit în minutul 71 într-o victorie de 3-1. Patru zile mai târziu, Portugalia a învins-o pe Țările de Jos 1-0 în finala turneului.

## Statistici de carieră

### Club
| Club            | Sezon         | Divizie       | Ligă     | Ligă   | Cupă     | Cupă   | Europa   | Europa | Altele   | Altele | Total    | Total  |
| Club            | Sezon         | Divizie       | Apariții | Goluri | Apariții | Goluri | Apariții | Goluri | Apariții | Goluri | Apariții | Goluri |
| --------------- | ------------- | ------------- | -------- | ------ | -------- | ------ | -------- | ------ | -------- | ------ | -------- | ------ |
| Benfica B       | 2016–17       | LigaPro       | 13       | 3      | –        | –      | –        | –      | –        | –      | 13       | 3      |
| Benfica B       | 2017–18       | LigaPro       | 17       | 4      | –        | –      | –        | –      | –        | –      | 17       | 4      |
| Benfica B       | Total         | Total         | 30       | 7      | 0        | 0      | 0        | 0      | –        | –      | 30       | 7      |
| Benfica         | 2018–19       | Primeira Liga | 26       | 15     | 6        | 1      | 9        | 3      | 2        | 1      | 43       | 20     |
| Atlético Madrid | 2019–20       | La Liga       | 3        | 1      | 0        | 0      | 0        | 0      | 0        | 0      | 3        | 1      |
| Total carieră   | Total carieră | Total carieră | 59       | 23     | 6        | 1      | 9        | 3      | 2        | 1      | 76       | 28     |

1. ↑  Apariții și goluri în UEFA Champions League și UEFA Europa League
2. ↑  Apariții și goluri în Taça da Liga

### Internațional
| Echipa națională | An    | Apariții | Goluri |
| ---------------- | ----- | -------- | ------ |
| Portugalia       | 2019  | 1        | 0      |
| Total            | Total | 1        | 0      |

## Palmares

### Club
Benfica
- Primeira Liga: 2018-19

Atlético Madrid
- La Liga: 2020–21[2]

Chelsea
- UEFA Conference League: 2024–25

### Internațional
Portugalia
- Liga Națiunilor UEFA: 2018-2019